# Takase (rivier)
De Takase (Takase-gawa) is een korte rivier in de prefectuur Fukushima, Japan. De rivier ontspringt in het Abukumagebergte in de gemeente Katsurao, stroomt in oostelijke richting en mondt uit in de Grote Oceaan enkele kilometers na de samenvloeiing met de rivier Ukedo. De loop van de rivier binnen de gemeente Namie bevindt zich in de zwaarst getroffen zone na de Kernramp van Fukushima.